# Critérium du Dauphiné libéré 1990
La 42e édition du Critérium du Dauphiné libéré a eu lieu du 28 mai 1990 au 4 juin 1990. Elle a été remportée par le Britannique Robert Millar devant le Français Thierry Claveyrolat.

## Parcours et résultats
| Étape     | Date   | Villes étapes                  | type                        | Distance (km) | Vainqueur d'étape   | Leader du classement général |
| --------- | ------ | ------------------------------ | --------------------------- | ------------- | ------------------- | ---------------------------- |
| 1re étape | 28 mai | Aix-les-Bains – Aix-les-Bains  |                             | 139           | Rolf Gölz           | Rolf Gölz                    |
| 2e étape  | 29 mai | Aix-les-Bains – L'Isle-d'Abeau |                             | 183,9         | Frédéric Moncassin  | Rolf Gölz                    |
| 3e étape  | 30 mai | Annonay – Aubenas              |                             | 171           | Tony Rominger       | Rolf Gölz                    |
| 4e étape  | 31 mai | Vals-les-Bains – Avignon       |                             | 183           | Frédéric Moncassin  | Tony Rominger                |
| 5e étape  | 1 juin | Avignon – Gap                  |                             | 196           | Luc Leblanc         | Luc Leblanc                  |
| 6e étape  | 2 juin | Gap – Allevard                 |                             | 139           | Thierry Claveyrolat | Thierry Claveyrolat          |
| 7e étape  | 3 juin | Allevard – Annecy              |                             | 177,5         | Luc Roosen          | Thierry Claveyrolat          |
| 8e étape  | 4 juin | Annecy – Annecy                | contre-la-montre individuel | 37,8          | Álvaro Mejía        | Robert Millar                |

## Classement général final
| #   | Coureur             | Équipe |    | Temps            |
| 1.  | Robert Millar       |        | en | 33 h 42 min 00 s |
| 2.  | Thierry Claveyrolat | RMO    | +  | 1 min 35 s       |
| 3.  | Álvaro Mejía        |        |    | 1 min 56 s       |
| 4.  | Tony Rominger       |        |    | 2 min 35 s       |
| 5.  | Fabio Parra         |        |    | 5 min 06 s       |
| 6.  | Bruno Cornillet     |        |    | 6 min 05 s       |
| 7.  | Stephen Roche       |        |    | 6 min 48 s       |
| 8.  | Andrew Hampsten     |        |    | 6 min 53 s       |
| 9.  | Denis Roux          |        |    | 9 min 39 s       |
| 10. | Oliverio Rincón     |        |    | 10 min 42 s      |

## Étapes

### 1reétape
La première étape s'est déroulée le 28 mai 1990 à Aix-les-Bains. 
L'Allemand Rolf Gölz s’impose devant le Belge Sammie Moreels et les Norvégiens Kvålsvoll et Pedersen.
| #   | Coureur             | Équipe    |    | Temps |
| 1.  | Rolf Gölz           | Buckler   | en |       |
| 2.  | Sammie Moreels      | Lotto     | +  |       |
| 3.  | Atle Kvålsvoll      | Z         |    |       |
| 4.  | Atle Pedersen       | PDM       |    |       |
| 5.  | Thierry Claveyrolat | RMO       |    |       |
| 6.  | Yvon Ledanois       | Castorama |    |       |
| 7.  | Dominique Arnould   | Castorama |    |       |
| 8.  | Beat Breu           | Weinmann  |    |       |
| 9.  | Pedro Saúl Morales  | Kelme     |    |       |
| 10. | Omar Hernández      | Postobón  |    |       |

| #   | Coureur             | Équipe    |    | Temps |
| 1.  | Rolf Gölz           | Buckler   | en |       |
| 2.  | Sammie Moreels      | Lotto     | +  |       |
| 3.  | Atle Kvålsvoll      | Z         |    |       |
| 4.  | Atle Pedersen       | PDM       |    |       |
| 5.  | Thierry Claveyrolat | RMO       |    |       |
| 6.  | Yvon Ledanois       | Castorama |    |       |
| 7.  | Dominique Arnould   | Castorama |    |       |
| 8.  | Beat Breu           | Weinmann  |    |       |
| 9.  | Pedro Saúl Morales  | Kelme     |    |       |
| 10. | Omar Hernández      | Postobón  |    |       |

### 2eétape
| #  | Coureur            | Équipe |    | Temps |
| 1. | Frédéric Moncassin |        | en |       |
| 2. |                    |        | +  |       |
| 3. |                    |        |    |       |
| 4. |                    |        |    |       |

| #  | Coureur   | Équipe |    | Temps |
| 1. | Rolf Gölz |        | en |       |
| 2. |           |        | +  |       |
| 3. |           |        |    |       |
| 4. |           |        |    |       |

### 3eétape
| #  | Coureur       | Équipe |    | Temps |
| 1. | Tony Rominger |        | en |       |
| 2. |               |        | +  |       |
| 3. |               |        |    |       |
| 4. |               |        |    |       |

| #  | Coureur   | Équipe |    | Temps |
| 1. | Rolf Gölz |        | en |       |
| 2. |           |        | +  |       |
| 3. |           |        |    |       |
| 4. |           |        |    |       |

### 4eétape
| #  | Coureur            | Équipe |    | Temps |
| 1. | Frédéric Moncassin |        | en |       |
| 2. |                    |        | +  |       |
| 3. |                    |        |    |       |
| 4. |                    |        |    |       |

| #  | Coureur       | Équipe |    | Temps |
| 1. | Tony Rominger |        | en |       |
| 2. |               |        | +  |       |
| 3. |               |        |    |       |
| 4. |               |        |    |       |

### 5eétape
| #  | Coureur     | Équipe |    | Temps |
| 1. | Luc Leblanc |        | en |       |
| 2. |             |        | +  |       |
| 3. |             |        |    |       |
| 4. |             |        |    |       |

| #  | Coureur     | Équipe |    | Temps |
| 1. | Luc Leblanc |        | en |       |
| 2. |             |        | +  |       |
| 3. |             |        |    |       |
| 4. |             |        |    |       |

### 6eétape
| #  | Coureur             | Équipe |    | Temps |
| 1. | Thierry Claveyrolat |        | en |       |
| 2. |                     |        | +  |       |
| 3. |                     |        |    |       |
| 4. |                     |        |    |       |

| #  | Coureur             | Équipe |    | Temps |
| 1. | Thierry Claveyrolat |        | en |       |
| 2. |                     |        | +  |       |
| 3. |                     |        |    |       |
| 4. |                     |        |    |       |

### 7eétape
| #  | Coureur    | Équipe |    | Temps |
| 1. | Luc Roosen |        | en |       |
| 2. |            |        | +  |       |
| 3. |            |        |    |       |
| 4. |            |        |    |       |

| #  | Coureur             | Équipe |    | Temps |
| 1. | Thierry Claveyrolat |        | en |       |
| 2. |                     |        | +  |       |
| 3. |                     |        |    |       |
| 4. |                     |        |    |       |

### 8eétape
| #  | Coureur      | Équipe |    | Temps |
| 1. | Álvaro Mejía |        | en |       |
| 2. |              |        | +  |       |
| 3. |              |        |    |       |
| 4. |              |        |    |       |

| #   | Coureur             | Équipe |    | Temps            |
| 1.  | Robert Millar       |        | en | 33 h 42 min 00 s |
| 2.  | Thierry Claveyrolat |        | +  | 1 min 35 s       |
| 3.  | Álvaro Mejía        |        |    | 1 min 56 s       |
| 4.  | Tony Rominger       |        |    | 2 min 35 s       |
| 5.  | Fabio Parra         |        |    | 5 min 06 s       |
| 6.  | Bruno Cornillet     |        |    | 6 min 05 s       |
| 7.  | Stephen Roche       |        |    | 6 min 48 s       |
| 8.  | Andrew Hampsten     |        |    | 6 min 53 s       |
| 9.  | Denis Roux          |        |    | 9 min 39 s       |
| 10. | Oliverio Rincón     |        |    | 10 min 42 s      |

## Évolution des classements
| Étapes (Vainqueur)                   | Classement général  | Classement de la montagne | Classement par points | Classement du combiné |
| ------------------------------------ | ------------------- | ------------------------- | --------------------- | --------------------- |
| Première étape (Rolf Gölz)           | Rolf Gölz           |                           |                       |                       |
| Deuxième étape (Frédéric Moncassin)  | Rolf Gölz           |                           |                       |                       |
| Troisième étape (Tony Rominger)      | Rolf Gölz           |                           |                       |                       |
| Quatrième étape (Frédéric Moncassin) | Tony Rominger       |                           |                       |                       |
| Cinquième étape (Luc Leblanc)        | Luc Leblanc         |                           |                       |                       |
| Sixième étape (Thierry Claveyrolat)  | Thierry Claveyrolat |                           |                       |                       |
| Septième étape (Luc Roosen)          | Thierry Claveyrolat |                           |                       |                       |
| Huitième étape (Álvaro Mejía)        | Robert Millar       | Thierry Claveyrolat       | Thierry Claveyrolat   |                       |